# Mickaël Landreau

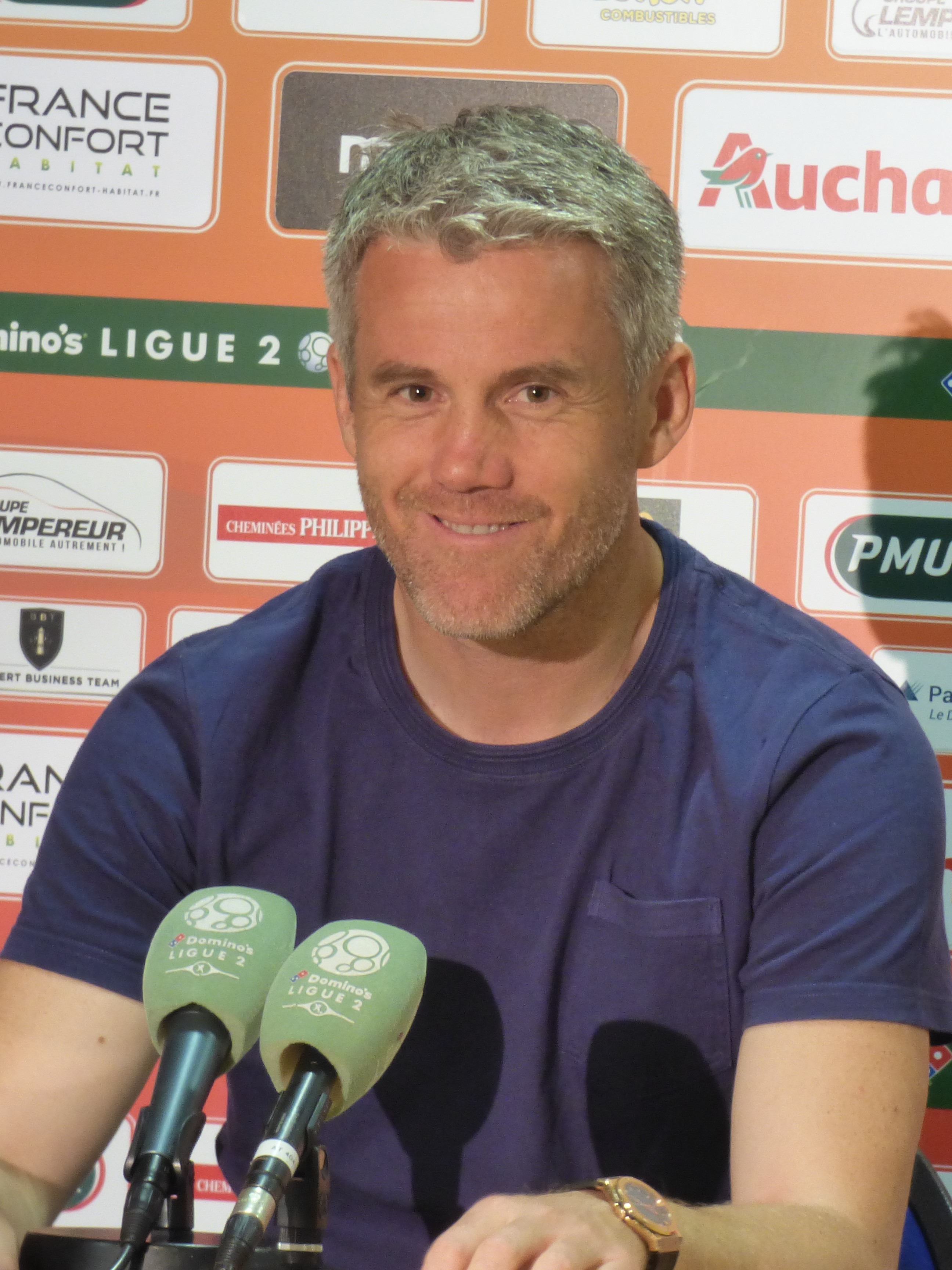
Mickaël Landreau (2019)

Mickaël Landreau (* 14. Mai 1979 in Machecoul, Département Loire-Atlantique) ist ein ehemaliger französischer Fußballspieler, der inzwischen als Trainer arbeitet. Kein anderer Spieler hat es auf mehr Einsätze in Frankreichs erster Liga gebracht als der Torwart, der zuletzt beim SC Bastia unter Vertrag stand und zwischen 2001 und 2014 wiederholt zum Kreis der französischen Nationalmannschaft gehörte.

## Karriere

### Verein

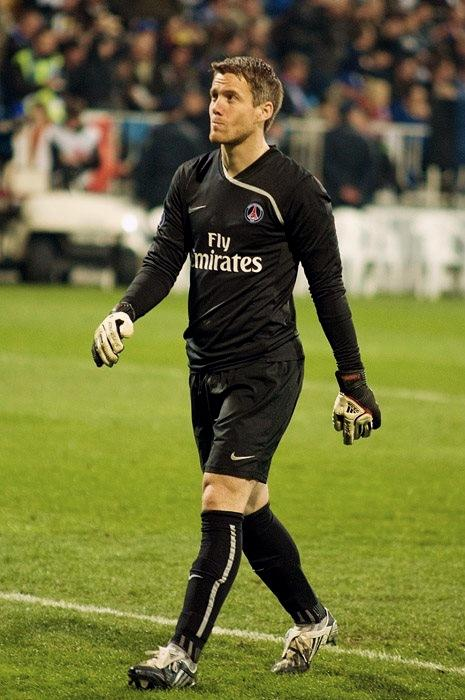
Mickaël Landreau (2009)

Der im Departement Loire-Atlantique (Region Bretagne) geborene Mickaël Landreau spielte als Kind in Arthon-en-Retz und Saint-Sébastien-sur-Loire Fußball; 1993 fand der Torwart Aufnahme in der gleichfalls nahe seinem Geburtsort gelegenen Jugendsportschule des FC Nantes. Für die Canaris, so die in Frankreich verbreitete Bezeichnung dieses Vereins, bestritt er bereits 1996 – als gerade 17-Jähriger – sein erstes Spiel in der Division 1. In den nächsten zehn Jahren versäumte er kaum eine Pflichtbegegnung, absolvierte bereits im Juli 2005 sein 300. Punktspiel und war ein wichtiger Rückhalt seiner Elf bei ihren Erfolgen um die Jahrtausendwende. 1999 und 2000 gewann er mit dem FC Nantes jeweils den französischen Pokal, 2001 auch die Meisterschaft.
Landreau war vor allem auf der Linie stark, besaß gute Reflexe und eine überraschende Kaltblütigkeit in gefährlichen Situationen – Eigenschaften, die ihm insbesondere zu seinem Ruf als „Elfmetertöter“ verholfen haben, was er schon in seinem allerersten Ligaspiel (in Bastia gegen Bruno Moravcik) bewies und was 2002 selbst ein Ronaldinho schmerzlich erfahren musste. Bis Ende November 2013 hat er alleine in Punktspielen 18 Strafstöße pariert. Außerdem hielt er selbst scharfe Schüsse meistens fest (France Football nannte ihn den „Mann mit Klebstoff an den Händen“). Seit einigen Jahren auch Mannschaftskapitän, besaß „Mick“ den Rückhalt seiner Mitspieler und war erklärter Liebling der Anhänger.
Seit Jahren schon kursierten regelmäßig vor Saisonende Gerüchte über einen Wechsel Landreaus zu einem „großen“ Klub, aber der hatte allen Angeboten widerstanden. Erst mit 27 Jahren hat er seinen Vertrag nicht mehr verlängert, sondern nach 13 Jahren beim FC Nantes die Region an der Loire-Mündung zum ersten Mal verlassen, um ab der Saison 2006/07 für Paris Saint-Germain das Tor zu hüten. Bei seinem letzten Auftritt als Canari im Stade de la Beaujoire dankten ihm die Fans diese selten gewordene Vereinstreue und verabschiedeten ihn mit stehenden Ovationen. 2009 hat Landreau einen Drei-Jahres-Vertrag beim OSC Lille unterschrieben, wo er sich gleich beim Auftakttraining so schwer verletzte (Kreuzbandriss im rechten Knie), dass er eine mehrmonatige Spielpause in Kauf nehmen musste. Dennoch kam der Torhüter im Verlauf der Saison 2010/11 – anlässlich des Heimspiels gegen den FC Toulouse – zu seinem 500. Einsatz in der höchsten Spielklasse und fand als erst 19. Fußballer in der fast 80-jährigen französischen Profigeschichte Aufnahme in den „500er-Klub“. Im Februar 2011 hatte er seinen Vertrag beim LOSC bis 2014 verlängert. Seine Karriere fand im Mai 2011 mit dem Gewinn des Doublé (Landesmeister und Pokalsieger) einen weiteren Höhepunkt, nach eigener Aussage seine „vollendetste Saison“. Dennoch beendete Landreau Anfang Dezember 2012 seinen Vertrag mit den Dogues „auf eigenen Wunsch“ vorzeitig und unterschrieb kurz darauf für zunächst sechs Monate beim Erstligaaufsteiger SC Bastia. Diesen Vertrag hat er anschließend um ein Jahr verlängert.
Mit seinem 602. Einsatz in Frankreichs höchster Spielklasse stellte der Torwart, inzwischen auch Mannschaftskapitän der Korsen, am 1. Dezember 2013 den fast 20 Jahre alten Ligarekord von Jean-Luc Ettori ein. Letzterer schoss als Geste der gegenseitigen Wertschätzung Landreau vor Beginn des Spiels zwischen Bastia und dem FC Évian Thonon Gaillard im Stade Armand Cesari warm.
Drei Tage später absolvierte Landreau sein 603. Ligue-1-Spiel und wurde damit alleiniger Rekordhalter; ausgerechnet dieses Jubiläumsspiel gegen den korsischen Rivalen AC Ajaccio fand allerdings unter Ausschluss der Öffentlichkeit statt, weil der Ligaverband Bastia und Ajaccio wegen vorangegangener Ausschreitungen dazu verurteilt hatte, ihre beiden Aufeinandertreffen in der laufenden Saison außerhalb Korsikas und vor leeren Rängen auszutragen.
Im Juli 2014 hat Mickaël Landreau, der 2003 und 2013 auch zweimal als bester Ligue-1-Torwart mit der Étoile d’Or ausgezeichnet worden war, nach 18 Saisons mit 618 Einsätzen in der ersten Liga seine Spielerkarriere beendet.
Stationen
- Étoile Arthonnaise (1985–1992, als Jugendlicher)
- Groupement Sportif de Saint-Sébastien-sur-Loire (1992/93, als Jugendlicher)
- FC Nantes Atlantique (1993–2006, ab 1996 in der Ligaelf) – 335 Erstligaeinsätze
- Paris Saint-Germain FC (2006–2009) – 114 Erstligaeinsätze
- Lille Olympique SC (2009–Dezember 2012) – 119 Erstligaeinsätze
- Sporting Club de Bastia (Januar 2013–2014) – 50 Erstligaeinsätze

### Nationalmannschaft
Mickaël Landreau hat ab Juni 2001 elf Länderspiele für die Équipe tricolore bestritten und dabei zwei internationale Titel gewonnen, nämlich den Konföderationen-Pokal 2001 und erneut 2003. Bei der Europameisterschaft 2004 gehörte er zum französischen Kader, kam aber nicht zum Einsatz, ebenso wie bei der Weltmeisterschaft 2006. Sein elfter und letzter Einsatz in diesem Kreis erfolgte im November 2007 gegen Marokko. Im Mai 2010 wurde Landreau von Nationaltrainer Raymond Domenech in den vorläufigen Kader zur Fußball-Weltmeisterschaft 2010 berufen. Bei der erforderlichen Kaderreduzierung strich Domenech den Torhüter jedoch wieder aus seinem Aufgebot, und die jüngeren Cédric Carrasso, Hugo Lloris und Steve Mandanda erhielten den Vorzug. Im Spätsommer 2012 nominierte der neue Nationalcoach Didier Deschamps Landreau überraschend für zwei WM-Qualifikationsspiele. Als dritter Torwart hinter Lloris und Mandanda war Landreau wieder regelmäßig bei den Bleus dabei und nahm – wenn auch erneut ohne Einsatz – auch an der Weltmeisterschaftsendrunde in Brasilien teil.

## Palmarès
- Französischer Meister: 2001, 2011
- Französischer Pokalsieger: 1999, 2000, 2011
- 11 A-Länderspiele; Confederations-Cup-Sieger 2001, 2003
- Einsatz-Rekordhalter in der Ligue 1 mit 618 Spielen
- Étoile d’Or 2003, 2013
- Spieler des Monats der Ligue 1: Februar 2011

## Leben nach der Zeit als Spieler
Landreau hat sich bereits während seiner aktiven Zeit auf das „Leben danach“ vorbereitet, ein Hochschuldiplom für Führungskräfte in Sportorganisationen erworben und einen Masterabschluss in Trainingslehre erreicht. Um den Jahreswechsel 2014/2015 beendete er eine weitere Ausbildung für Manager an der ESCP Europe, Frankreichs ältester Wirtschaftshochschule. Nach dem Ende seiner Spielerkarriere war er auch als Konsultant für den TV-Bezahlsender Canal + tätig. Ab 2015 hat er, der bereits mehrere Trainerscheine sein Eigen nennt, zudem die Ausbildung zum Übungsleiter im professionellen Fußball absolviert. Zur Saison 2017/18 übernahm er die Aufgabe des Cheftrainers beim in die Ligue 2 abgestiegenen FC Lorient. Nach zwei Spielzeiten, in denen jeweils der Aufstieg verpasst wurde, endete sein Engagement im Mai 2019.